# Aporofobia
L'aporofobia (dal greco: άπορος (á-poros), indigente, povero; e φόβος, (-fobos), paura) è una fobia che rappresenta la paura per la povertà o per i poveri. Può essere anche interpretata come la ripugnanza o l'ostilità davanti al povero o all'indifeso.

## Differenze e relazioni
La differenza chiave tra aporofobia e xenofobia o razzismo, secondo alcuni autori, sta nel fatto che ci sono società che accettano immigrati, o membri di altre etnie, a patto che questi si trovino in una buona situazione economica e portino fama o altri beni.
Ciò nonostante, l'aporofobia e la xenofobia sono relazionate, poiché molte volte il flusso d'immigrazione proviene da paesi poco sviluppati economicamente verso paesi più sviluppati, dove oltre alle differenze culturali, gli immigrati poveri sono visti come un problema di sicurezza e li si associa comunemente con atti criminali e altri problemi.